# 世外
《世外》（英語：Another World）是一部2025年香港動畫電影，由點五製作（Point Five Creations）與SILVER MEDIA GROUP聯合製作，吳啟忠執導，楊寶文監製並參與編劇，鄭嘉俊擔任技術總監。本片最初以14分鐘短片形式於2019年面世並獲得多個國際獎項，後於2025年重新製作為111分鐘長片，成為香港繼麥兜故事後，入選安錫國際動畫影展，並是香港動畫首次入圍「午夜特別場」單元的動畫長片。影片於2025年6月16日在該影展進行全球首映。

## 劇情概要
故事發生在死後與轉世之間的幻想領域「世外」，靈魂引導者小鬼Gudo負責幫助亡魂轉世投胎。在引導少女小妹Yuri的過程中，原本沒有人性的小鬼Gudo開始理解人類情感，並受女神Mira之命幫助Yuri控制憤怒，防止她變成怪物。長片版延續短片版核心設定，但完全重新製作，講述跨越千年的更宏大故事，融入香港文化視角並深化生死輪迴與情感執念的主題。

## 製作歷程

### 前期發展
編劇楊寶文受美國心理醫生布萊恩·魏斯《前世今生》啟發，探討生死輪迴與放下執念的主題。導演吳啟忠則參考西藏「骷髏舞」儀式設計小鬼角色形象，融合佛教「無常」哲學，構建出融合東亞生死觀的架空世界。本片靈感源自西條奈加的《千年鬼》，該小說以小鬼收集「鬼芽」為主線，探討純潔心靈因執念而生的罪業。故事概念圍繞人類死後靈魂進入「世外」這一中途站，需放下今世執念以通過瀑布輪迴轉世，否則將因怨恨變成怪物。

### 短片版（2019年）
2019年完成的14分鐘短片版獲得香港ifva比賽動畫組金獎，其「動態繪本」風格（先手繪水彩背景掃描，再以3D骨骼系統驅動角色）奠定長片美學基礎。短片版透過「創意香港」轄下「動畫支援計劃」獲得資助，並在14個國家和地區的競賽中獲獎，包括第21屆日本TBS Digicon6 ASIA香港區金獎及亞洲總選最高榮譽Asia Grand Prize、美國紐約地平線計劃最佳動畫短片、第八屆中國獨立動畫電影論壇評審特別獎、以及加拿大蒙特利爾Animaze動畫節大獎。短片版聚焦兩位主角的相遇與首次道別，奠定了長片版的故事基礎。

### 長片版（2025年）
長片版於2020年獲電影發展基金「電影製作融資計劃」批出560萬港元融資，並於2022年獲得菲律賓電影局國際合拍資金投資。製作團隊歷時七年完成，導演吳啟忠表示，長片版在保留《千年鬼》核心理念的基礎上，進行「砍掉重練」的全新製作，擴展故事規模並融入香港本土視角。影片於2024年入圍安錫國際動畫影展「製作中項目」（WIP, Work-in-progress），向業界展示未公開內容及七年製作歷程，獲得國際認可。長片版採用與短片相同的「動態繪本」視覺風格，結合手繪水彩與3D技術，呈現獨特的東亞美學。此外，香港數碼娛樂協會於2025年安錫影展設立「香港館」，推廣《世外》等香港動畫作品，助力其開拓國際市場。

## 發行
《世外》於2025年6月11至13日在安錫國際動畫影展「午夜特別場」單元進行全球首映。港澳地區由安樂影片發行，北美地區發行權由GKIDS取得。影片預計於2025年下半年在香港及北美院線上映，具體日期尚未公布。

## 獎項與榮譽
- 短片版（2019年）
  - 第21屆日本TBS Digicon6 ASIA香港區金獎及亞洲總選Asia Grand Prize[11]
  - 美國紐約地平線計劃最佳動畫短片[11]
  - 第二十五屆ifva比賽動畫組金獎[8]
  - 第八屆中國獨立動畫電影論壇評審特別獎[11]
  - 加拿大蒙特利爾Animaze動畫節大獎[11]
- 長片版（2025年）
  - 入圍2024年安錫國際動畫影展「製作中項目」（WIP）[12]
  - 入圍2025年安錫國際動畫影展「午夜特別場」單元[3]

## 外部連結
- 世外的Facebook專頁
- 豆瓣电影上《世外短片版》的資料 （简体中文）
- 豆瓣电影上《世外長片版》的資料 （简体中文）